# تل باغی
تل باغی مربوط به هزاره دوم قبل از میلاد است و در شهرستان بهبهان، بخش مرکزی، دهستان حومه، ۲ کیلومتری شمال غرب روستای اسلام‌آباد واقع شده و این اثر در تاریخ ۱ مرداد ۱۳۸۶ با شمارهٔ ثبت ۱۹۲۷۳ به‌عنوان یکی از آثار ملی ایران به ثبت رسیده است.